# دي سلمة (السياني)

تعديل مصدري - تعديل

دي سلمة محلة تابعة لقرية وادي وش، التابعة لعزلة العربيين بمديرية السياني إحدى مديريات محافظة إب في الجمهورية اليمنية.، بلغ تعداد سكانها 105 حسب تعداد اليمن لعام 2004.